# Bučina (Kohlwald)

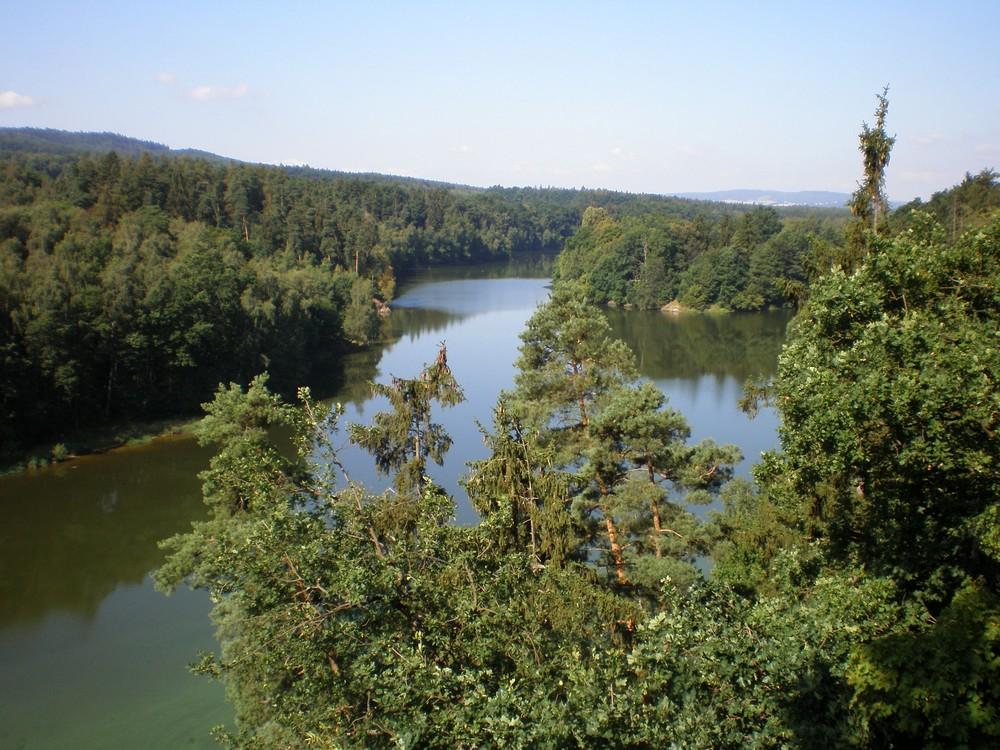
Nordteil der Bučina bei Pomezí n. Ohří

Die Bučina (deutsch: Buchwald) ist ein dichtes Waldgebiet auf einem Bergrücken zwischen Výhledy (deutsch: Oberkunreuthberg) und Zelená hora (deutsch: Grünberg) in der Výhledská vrchovina (deutsch etwa: Oberkunreuther Bergland), westlich der Stadt Cheb (deutsch: Eger) im Karlovarský kraj (deutsch: Region Karlsbad) in Tschechien.

## Geographie
Der Bergrücken besteht aus mehreren Erhebungen rund um die U Bažantnice (deutsch: Fasanerie, 568 m). Durch das Waldgebiet fließt am Westrand der Výhledský potok oder Bučinský potok (deutsch: Buchbach) zur Ohře (deutsch: Eger) und am Nordrand verlaufen die Talsperre Skalka und die II. Klasse-Straße 606 von Schirnding nach Cheb.

## Touristische Erschließung
Am Ostrand verläuft von dem aufgelassenen Ort Horní Pelhřimov (deutsch: Oberpilmersreuth) ein Weg an der Gedenkstätte für die ehemalige Wallfahrtskirche St. Anna vorbei bis zum Waldstück am Fernsehturm und weiter zum Bismarckturm auf der Zelená hora.

## Geschichte
Früher diente der Wald als Rohstoffquelle für die Stadt Eger und die ehemaligen Kohlenmeiler der Eisenverhüttung in Arzberg.

## Karten
- Bayerisches Landesvermessungsamt: UK 50-13 Naturpark Fichtelgebirge – östlicher Teil, Maßstab 1:50.000 (mit Wanderwegen)